# Edmondo Bruti Liberati
Edmondo Bruti Liberati (Ripatransone, 10 ottobre 1944) è un magistrato italiano, ex Procuratore della Repubblica di Milano ed ex presidente dell’Associazione Nazionale Magistrati.

## Attività professionale
Nato a Ripatransone (Ascoli Piceno), laureato in Giurisprudenza presso la Università Statale di Milano, è stato assistente alla cattedra di Diritto penale. Fino al 2012 ha tenuto, come professore a contratto, un corso di Ordinamento giudiziario presso la Università degli Studi di Milano-Bicocca.
In magistratura dal gennaio 1970, ha svolto a Milano diverse funzioni: giudice in una sezione penale del Tribunale, quindi, nel 1976 dopo la legge di riforma dell'ordinamento penitenziario, magistrato di sorveglianza. 
- Nel 1981 è stato eletto componente del Consiglio Superiore della Magistratura;
- Dal 1986 è stato sostituto Procuratore della Repubblica a Milano e dal 1992 sostituto Procuratore Generale della Repubblica;
- Nel 2005 è stato nominato Procuratore aggiunto della Repubblica di Milano;
- Dal 2010 è Procuratore della Repubblica di Milano;
- Dal novembre 2015 è in pensione[1].

Dal 2011 il Procuratore pubblica il "Bilancio di Responsabilità Sociale" (BRS) della Procura di Milano: un bilancio annuale di attività, costi, problemi, risultati della Procura, completato dall'indicazione delle strategie di miglioramento.

## Nelle associazioni dei magistrati
- È stato un esponente di Magistratura Democratica e Presidente dell'associazione nel 2006.
- Vicepresidente e segretario generale della Associazione Nazionale Magistrati
- Dal 2002 al 2005 presidente della Associazione Nazionale Magistrati (ANM), nel periodo di forti tensioni rispetto alla riforma Castelli; riforma dell'ordinamento giudiziario propugnata dal Ministro della Giustizia Roberto Castelli.

L'azione svolta in questo periodo è documentata nella relazione introduttiva al XXVII Congresso Nazionale della ANM dal titolo Giustizia più efficiente e indipendenza dei magistrati a garanzia dei cittadini Venezia 5-8 febbraio 2004

## Attività internazionali
- Nel 1996 è stato uno dei sette magistrati europei firmatari dell'“Appello di Ginevra” per “Uno spazio giudiziario Europeo”.[4]
- Dal 1997 al 2007 Segretario generale della Societé Internationale de défense sociale pour une politique criminelle umaniste, Parigi- Milano.[5]
- Dal 1999 Componente del Comitato di Sorveglianza su OLAF – Ufficio europeo Antifrodi Bruxelles - Unione Europea e quindi nel 2005 Presidente.[6]

Relatore in seminari presso:
- École Nationale de la Magistrature di Francia[7]
- Consejo General del Poder Judicial di Spagna[8]
- Centro de Estudios Judiciarios a Lisbona (Portogallo)[9]
- Academy of European Law (ERA) a Treviri (Germania)[10]
- Consiglio d'Europa[11]

## Lo scontro con Alfredo Robledo
Nel marzo 2014 il procuratore aggiunto di Milano Alfredo Robledo ha denunciato Bruti Liberati al CSM per presunte irregolarità nell'assegnazione dei fascicoli ai vari pool. Lo scontro fra i due magistrati, séguito di tensioni che duravano già da anni, ha avuto ampia eco mediatica  ed è stato definito come "la guerra della procura di Milano" . Nei confronti di entrambi i magistrati sono state avviate nel 2015 azioni disciplinari.

## Opere
- Bruti Liberati E., La magistratura dall'attuazione della Costituzione agli anni '90, in Storia dell'Italia repubblicana, Vol.3/II, Einaudi, 1997, p. 141-240.
- Bruti Liberati E., Pepino L., Autogoverno o controllo della magistratura ? Il modello italiano di Consiglio superiore, Feltrinelli, 1998.
- Bruti Liberati E., Pepino L., Giustizia e referendum. Separazione della carriere. Csm. Incarichi extragiudiziari, Donzelli, 2000.
- Bruti Liberati E., Magistratura e società nell'Italia repubblicana, Laterza, 2018.
- Bruti Liberati E., Delitti in prima pagina. La giustizia nella società dell’informazione, Raffaello Cortina Editore, 2022.
- Bruti Liberati E., Pubblico ministero. Un protagonista controverso della giustizia, Raffaello Cortina Editore, 2024.